# Brachyopoidea
I brachiopoidi (Brachyopoidea Lydekker, 1885) sono una superfamiglia di anfibi estinti appartenenti ai temnospondili, vissuti fra il Triassico inferiore e il Cretaceo medio (235 - 110 milioni di anni fa). I loro resti sono stati ritrovati in gran parte del mondo; questi animali includono gli ultimi temnospondili noti.

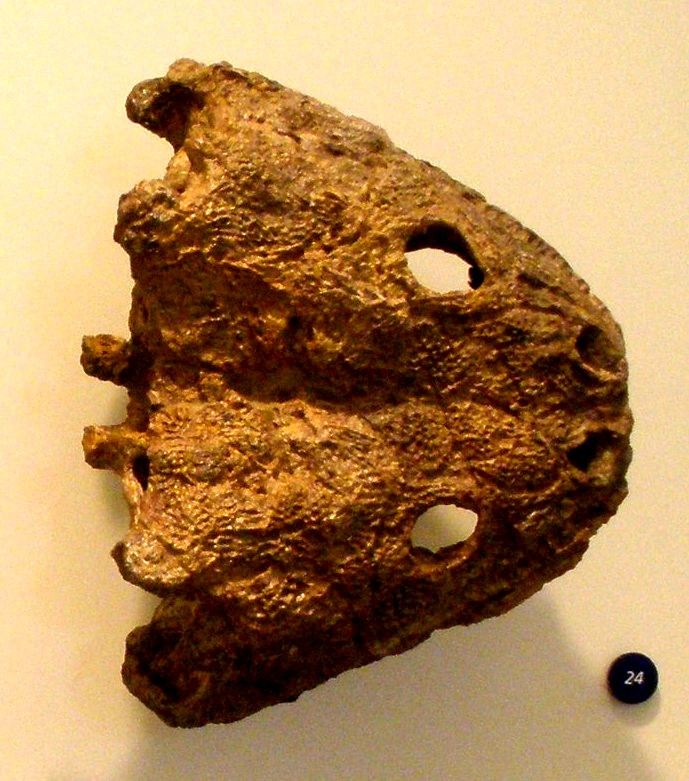
Cranio di Pelorocephalus

## Descrizione
Di dimensioni medio - grandi, i brachiopoidi erano animali strettamente acquatici caratterizzati da un cranio massiccio e insolitamente largo, con grandi occhi situati nella parte anteriore. La bocca era larga e fornita di denti acuminati, mentre le ossa del cranio erano percorse da un complicato sistema di fossette e canali. Il corpo, di solito, era piuttosto allungato e di notevoli proporzioni, mentre le zampe erano relativamente corte e deboli. Alcuni esemplari di brachiopoidi (come Koolasuchus, l'ultimo a comparire) raggiunsero notevoli dimensioni e dovevano essere predatori acquatici di prim'ordine.

## Classificazione
I brachiopoidi fanno parte di quel gruppo di anfibi temnospondili noti con il nome di stereospondili, i cui componenti si diversificarono notevolmente ma mantennero un costante legame con l'habitat acquatico. I brachiopoidi, in particolare, riuscirono a prosperare per tutto il Triassico e alcune forme relitte sopravvissero anche per tutto il Giurassico, per poi estinguersi nel corso del Cretaceo.

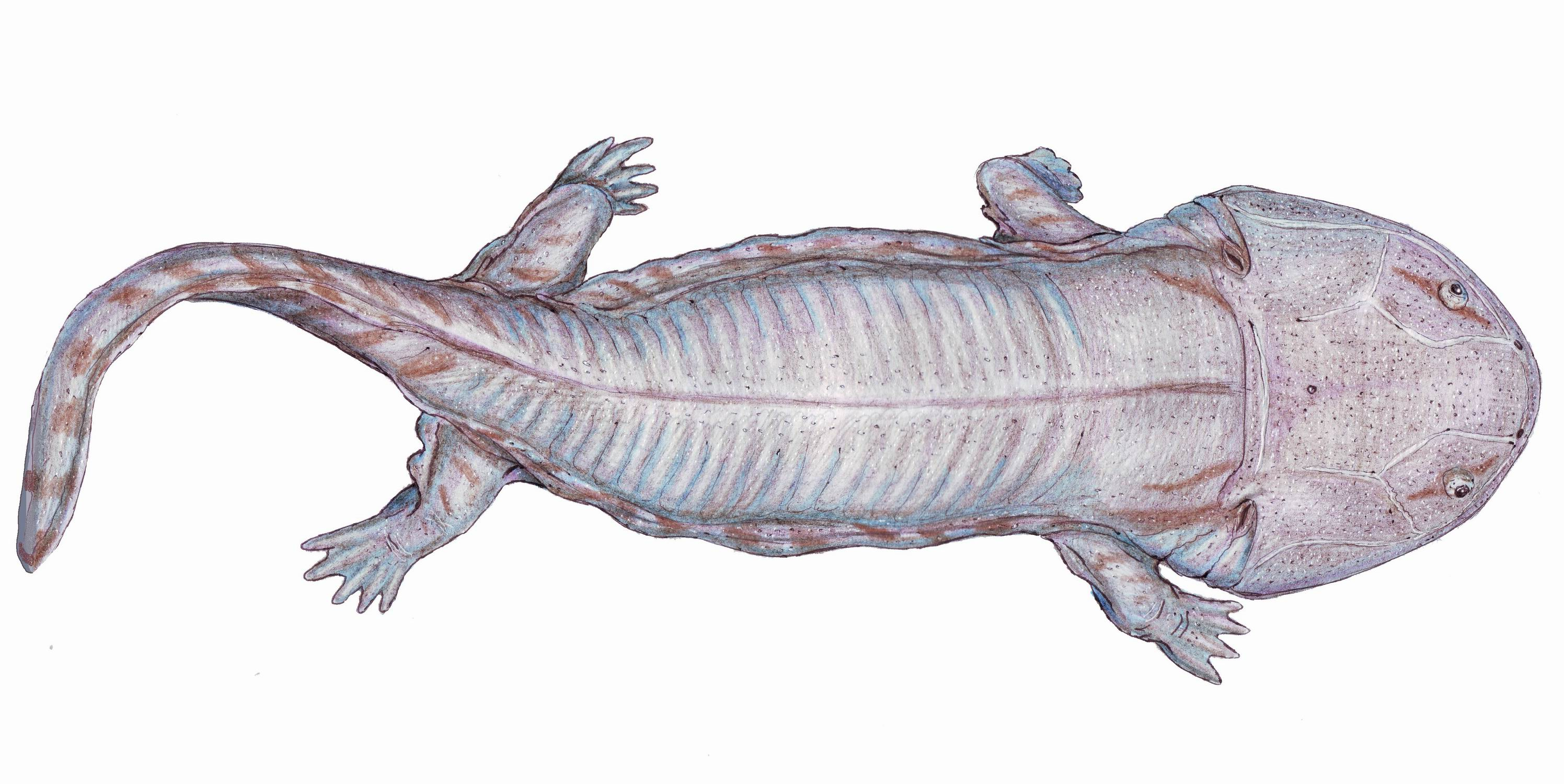
Siderops kehli

All'interno della superfamiglia si possono distinguere due famiglie: quella dei brachiopidi (Brachyopidae) e quella dei chigutisauridi (Chigutisauridae) (Warren and Marsicano, 2000; Yates and Warren, 2000, Damiani and Kitching, 2003).
I brachiopidi sembrerebbero essere stati piuttosto abbondanti durante il Triassico inferiore e medio in Laurasia, ma anche nel Gondwana; scompaiono dalla documentazione fossile per poi riapparire in terreni del Giurassico medio e superiore in Cina e Mongolia. I più antichi generi di brachiopidi possedevano vertebre di tipo rachitomo, ma gli ultimi esemplari possedevano i centri vertebrali tipici degli stereospondili. I brachiopidi erano facilmente riconoscibili a causa dei loro crani corti e larghi, con canali sensori profondamente scavati, e una cavità orale molto profonda che suggerisce un modo di nutrirsi "a risucchio". Questa ipotesi riguardo al modo di nutrirsi è corroborata dai processi retroarticolari molto lunghi, che consentirebbero un'apertura estremamente veloce delle fauci.
I chigutisauridi, invece, sembrerebbero essere confinati al Gondwana, ma i resti fossili sono distribuiti in un arco temporale più continuo, a partire dal Triassico inferiore. A quest'ultima famiglia appartengono gli ultimi temnospondili noti, del Cretaceo medio dell'Australia. Questi animali possedevano caratteristiche primitive, come la presenza di un'incisura otica, vertebre di tipo rachitomo e un cinto pettorale piuttosto stretto. Il grado di sviluppo delle zampe indica che questi animali erano più adatti all'ambiente terrestre rispetto ai brachiopidi, anche se conservavano i canali della linea laterale lungo il cranio. I grandi denti aguzzi e ricurvi di questi animali indicano che dovevano essere grandi predatori fluviali.

## Filogenesi
Da http://www.helsinki.fi/~mhaaramo/metazoa/deuterostoma/chordata/amphibia/limnarchia/brachyopomorpha.html
```

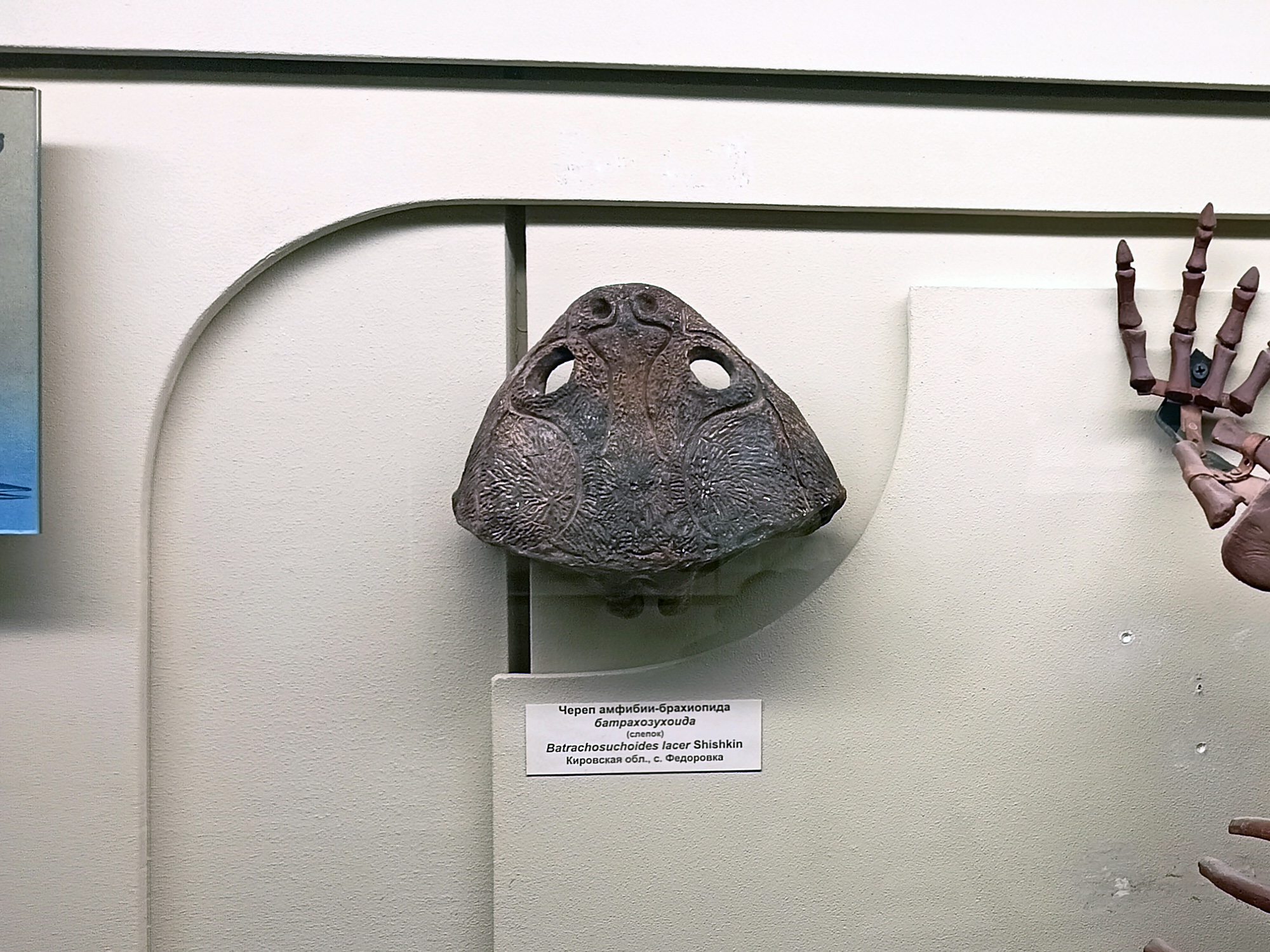
Cranio di Batrachosuchoides lacer

†Brachyopomorpha Warren & Marsicano, 2000
 |-- †
Bothriceps australis

 `--o †Brachyopoidea (Lydekker, 1885) sensu Broom, 1915
    |--o †Chigutisauridae Rusconi, 1949 [1951?]
    |  |?- †
Koolasuchus cleelandi

    |  |-- †
Keratobrachyops australis

    |  `--+--+-- †
Siderops kehli

    |     |  `--o †
Pelorocephalus
 Cabrera, 1944 [
Chigutisaurus
 Rusconi, 1948b, 
Icanosaurus rectifrons
 Rusconi, 1951]
    |     |     |-- †
P. mendozensis
 Cabrera, 1944 [
Chigutisaurus tunuyanensis
 Rusconi, 1948b]
    |     |     |-- †
P. tenax
 (Rusconi, 1949) [
Chigutisaurus tenax
 Rusconi, 1949]
    |     |     |-- †
P. cacheutensis
 (Rusconi, 1953) [
Chigutisaurus cacheutensis
 Rusconi, 1953]
    |     |     `?- †
P. sp.
 [
P. ischigualastensis
 Bonaparte, 1975]
    |     `--+-- †
Compsocerops cosgriffi

    |        `-- †
Kuttycephalus triangularis

    `--o †Brachyopidae (Lydekker, 1885) sensu Broom, 1915
       |?- †
Gobiops desertus
 Shishkin, 1991
       |?- †
Platycepsion wilkinsoni

       |?- †
Notobrachyops picketti

       |?-o †
Batrachosuchoides
 Shishkin, 1966
       |  |-- †
B. lacer
 Shishkin, 1966
       |  `-- †
B. impressus
 Novikov & Shishkin, 1994
       |--+-- †
Sinobrachyops placenticephalus
 Dong, 1985
       |  `--+-- †
Xenobrachyops allos
 (Howie, 1972)
       |     `-- †
Brachyops laticeps
 Owen, 1855
       `--+-- †
Batrachosuchus henwoodi

          `--+-- †
Banksiops townrowi
 (Cosgriff, 1974) [Blinasaurus]
             `--+--+-- 
Vigilius wellesi
 Warren & Marsicano, 2000 [Hadrokkosaurus bradyi, in partim]
                |  `-- †
Vanastega plurinidens
 Damiani & Kitching, 2003
                `--o †
Batrachosaurus

                   |-- †
B. browni

                   `-- †
B. watsoni
```